# Яшелин, Пётр Григорьевич
Пётр Григорьевич Яшелин (1921, Бежица — 26 июня 2000, Брянск) — советский и российский шахматист, международный мастер ИКЧФ.
Сын рабочего кузнечного цеха завода «Красный профинтерн» (сейчас БМЗ). В 1941 г. окончил военное училище. Участвовал в Великой Отечественной войне. Был награжден Орденом Отечественной войны, Орденом Красной Звезды, медалью «За отвагу», медалью «За оборону Кавказа». Демобилизовался в звании младшего лейтенанта. После демобилизации работал на БМЗ. В 1957 г. организовал на заводе шахматную секцию, в которой воспитал ряд мастеров и кандидатов в мастера спорта. Впоследствии шахматная секция была преобразована в спортивный клуб «Десна», Яшелин был избран председателем правления.
Выступал преимущественно в заочных соревнованиях. Главное спортивное достижение — победа в 22-м чемпионате Европы по переписке (1980—1986 гг.).
В Брянске проводится мемориал П. Г. Яшелина. В 2004 г. победителем турнира стал Я. А. Непомнящий, в то время международный мастер.
В 2002—2006 гг. Российской ассоциацией заочных шахмат был проведен турнир по переписке памяти Яшелина. Победителем соревнования стал международный мастер ИКЧФ Л. Г. Райкин.